# جون-باتيست باغازا
جون-باتيست باغازا (بالفرنسية: Jean-Baptiste Bagaza)‏‏ (29 أغسطس 1946 - 4 مايو 2016) هو سياسي بوروندي. شغل منصب رئيس بوروندي لمدة 11 سنة من نوفمبر 1976 حتى الانقلاب عليه في سبتمبر 1987.

## روابط خارجية
- جون-باتيست باغازا على موقع مونزينجر (الألمانية)